# لانبيدروغوتش (أنغلزي)
لانبيدروغوتش (بالإنجليزية: Llanbedrgoch)‏ هي قرية تقع في المملكة المتحدة في ويلز.